# 赵清华
赵清华（1968年10月—），男，陕西人，中华人民共和国外交官，曾任驻苏黎世总领事兼驻列支敦士登公国总领事。

## 生平
1991年，进入陕西省农业厅植物保护总站工作。1995年，赴德国哥廷根大学学习。2002年，回国进入中国生物技术发展中心任职。2008年，任科技部重大专项办公室处长。2012年，外派驻德国大使馆一等秘书，后升任参赞、公使衔参赞。2016年，任科技部国际合作司副巡视员。同年，回任驻德国大使馆公使衔参赞。2018年5月，出任中华人民共和国驻苏黎世总领事兼驻列支敦士登总领事。2023年3月，自驻苏黎世兼驻列支敦士登总领事离任。

## 家庭
已婚，有一子。